# Pepsi Auer
Josef „Pepsi“ Auer (* 14. Juni 1928 in München; † 29. März 2013 ebenda) war ein deutscher Jazzmusiker (Pianist, zunächst Vibraphonist).

## Werdegang
Auer spielte zunächst ab 1936 Akkordeon in einem Jugendorchester, brachte sich dann als Autodidakt das Vibraphonspiel bei. Er arbeitete ab 1945 als Musiker in amerikanischen Clubs. 1949 wechselte er zum Klavier und spielte ab 1954 in der Combo von Freddy Christmann, die er 1956 übernahm.
Pepsi Auer war mit Freddie Brocksieper (1957–1958) und den German All Stars (1958) auf Tournee und arbeitete von 1958 bis 1960 mit Albert Mangelsdorffs Jazz-Ensemble des Hessischen Rundfunks und anschließend bei Kurt Edelhagen. In den 1960er Jahren näherte sich sein Stil dem von Bud Powell und Horace Silver; ab 1962 war er Mitglied im Jazz Ensemble des Bayerischen Rundfunks. Auer begleitete Stan Getz, Eric Dolphy und Benny Bailey (hiervon veröffentlichte Radio- und Fernsehaufnahmen) auf ihren Tourneen durch Deutschland, aber auch Miriam Klein und war zwischen 1955 und 1964 an Plattenaufnahmen von Freddie Brocksieper und den German Allstars beteiligt. 
Ab Mitte der 1960er war er zunehmend als Studiomusiker und Komponist von Fernsehmusiken (z. B. Serie Ein Sommer mit Nicole) tätig. Mit dem Jazzensemble des Bayerischen Rundfunks, dessen Co-Leiter Don Menza war, nahm Auer 1967 teil am Montreux Jazz Festival; die Formation wurde dort mit dem ersten Preis ausgezeichnet.